# Dichanthium micranthum
Dichanthium micranthum là một loài thực vật có hoa trong họ Hòa thảo. Loài này được Cope mô tả khoa học đầu tiên năm 1977.